# 马拉玛·戴维森
马拉玛·戴维森（英語：Marama Mere-Ana Davidson，1973年12月29日—）是新西兰政治家，2015年进入新西兰议会，成为代表奥特亚罗瓦新西兰绿党的国会议员，2018年成为该党的女性联合领导人。
2020年新西兰大选，工党与绿党达成协议组建新一届政府。戴维森成为内阁外的预防家庭暴力和性暴力部长，同时还兼任住房部副部长。
2023年11月下旬，戴维森担任绿党保育事务、减少儿童贫困事务、预防家庭暴力和性暴力事务，以及社会投资事务发言人。

## 早年经历
戴维森出生于奥克兰，父母均为20世纪70年代的毛利语活动家。童年时期，戴维森在惠灵顿上学，后来又在但尼丁和基督城生活过。大学时期，戴维森在汉密尔顿开始学业，在奥克兰完成学业，并获得文学学士学位。

## 政治立场
戴维森是一名环保主义者和人权倡导者。戴维森曾在青少年时期有过堕胎的经历，因此她呼吁放宽堕胎法，并提供更好的性教育、更好的避孕措施和更多的收养支持计划。

## 个人生活
戴维森与保罗·戴维森（Paul Davidson）结婚，育有六个孩子。他们的最后一个孩子出生于2008年。 
2024年6月17日，戴维森宣布她被诊断出患有乳腺癌，并将接受部分乳房切除术。